# Route nationale 533a
La route nationale 533a ou RN 533a était une route nationale française reliant la RN 533 à la RN 86, dans la commune de Guilherand-Granges.
À la suite de la réforme de 1972, elle a été renommée RN 533. En 2006, cette route a été transférée au département de l'Ardèche.